# José Vega Díez
José Vega Díaz (Jerez de la Frontera, Cádiz, España, 10 de abril de 1981) es un futbolista español. Juega de centrocampista. En 2016 se  unió al equipo de su tierra, el Xerez Club Deportivo, en la Tercera división española

## Trayectoria
José Vega formó parte de la cantera del Real Madrid, desde la que se marchó en el 2002 a la Cultural y Deportiva Leonesa, donde jugó dos temporadas, antes de pasar por Alicante CF( 2004-05), Terrassa FC (2005-06) y Écija Balompié (2006-07), de donde dio el salto a Segunda División con el Elche primero, y el Córdoba CF después, donde estuvo dos temporadas antes de regresar a su tierra de la mano de Emilio Viqueira director deportivo de la entidad para jugar en el Xerez CD entre las temporadas 2010-11 y 2013-14. 
El futbolista, de 1,76 metros de estatura y 71 kilos de peso, es un jugador "desequilibrante, que actúa por la banda izquierda, con desborde y buenos centros".

## Clubes
| Club                        | País   | Año       |
| --------------------------- | ------ | --------- |
| Xerez Club Deportivo        | España | 2000-2001 |
| Real Madrid C               | España | 2001-2002 |
| Cultural Leonesa            | España | 2002-2004 |
| Alicante CF                 | España | 2004-2005 |
| Terrassa Futbol Club        | España | 2005-2006 |
| Écija Balompié              | España | 2006-2007 |
| Elche CF                    | España | 2007-2008 |
| Córdoba CF                  | España | 2008-2010 |
| Xerez Club Deportivo        | España | 2010-2013 |
| San Fernando Club Deportivo | España | 2014-2014 |
| Club Deportivo Guadalcacín  | España | 2014-2016 |
| Xerez CD                    | España | 2016-2019 |